# 新加坡城市展览馆
新加坡城市展览馆 (英語：Singapore City Gallery)是一个位于新加坡的城市规划展览馆。可以看到市中心全景，以及新加坡的过去现在和未来。

## 历史
1999年1月建立，目前仍是由市区重建局 (新加坡)负责，它是新加坡国家发展部的下属部门。展览馆有上下三层楼，分成10个主题区，和 50多个视听和互动展览，庞大的建筑模型和一个270度环绕剧场。

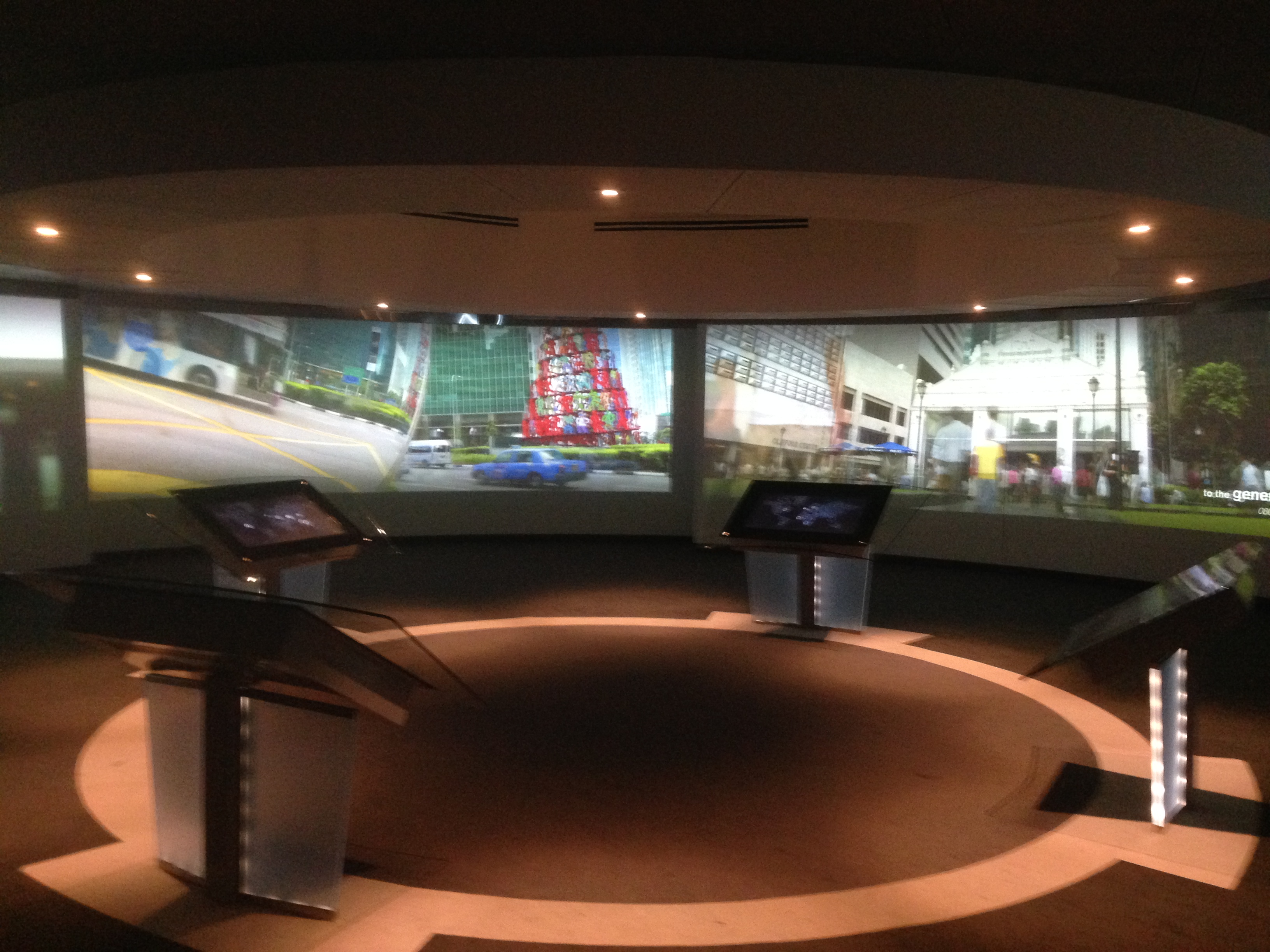
270度环绕剧场“新加坡的一天”